# 韩国铁道公社8500型电力机车
韩国铁道公社8500型电力机车（朝鲜语：한국철도공사 8500호대 전기 기관차）是韩国铁道公社的电力机车车型之一，也是韩国新型交流传动电力机车，由韩国现代Rotem制造。该款机车最初分为2批，第1批为56辆，第2批为31辆，後來改為3批製造（首批8501-8528號，次批8529-8556號，最後一批8557-8587號）。其制造目的是为了替代已经老化的8000型。
與韓國鐵道公社先前引進的兩款大功率交流傳動機車不同，8500型機車首次採用日本東芝公司设计的產品，包括 IGBT-VVVF 模塊及三相誘導交流電動機。

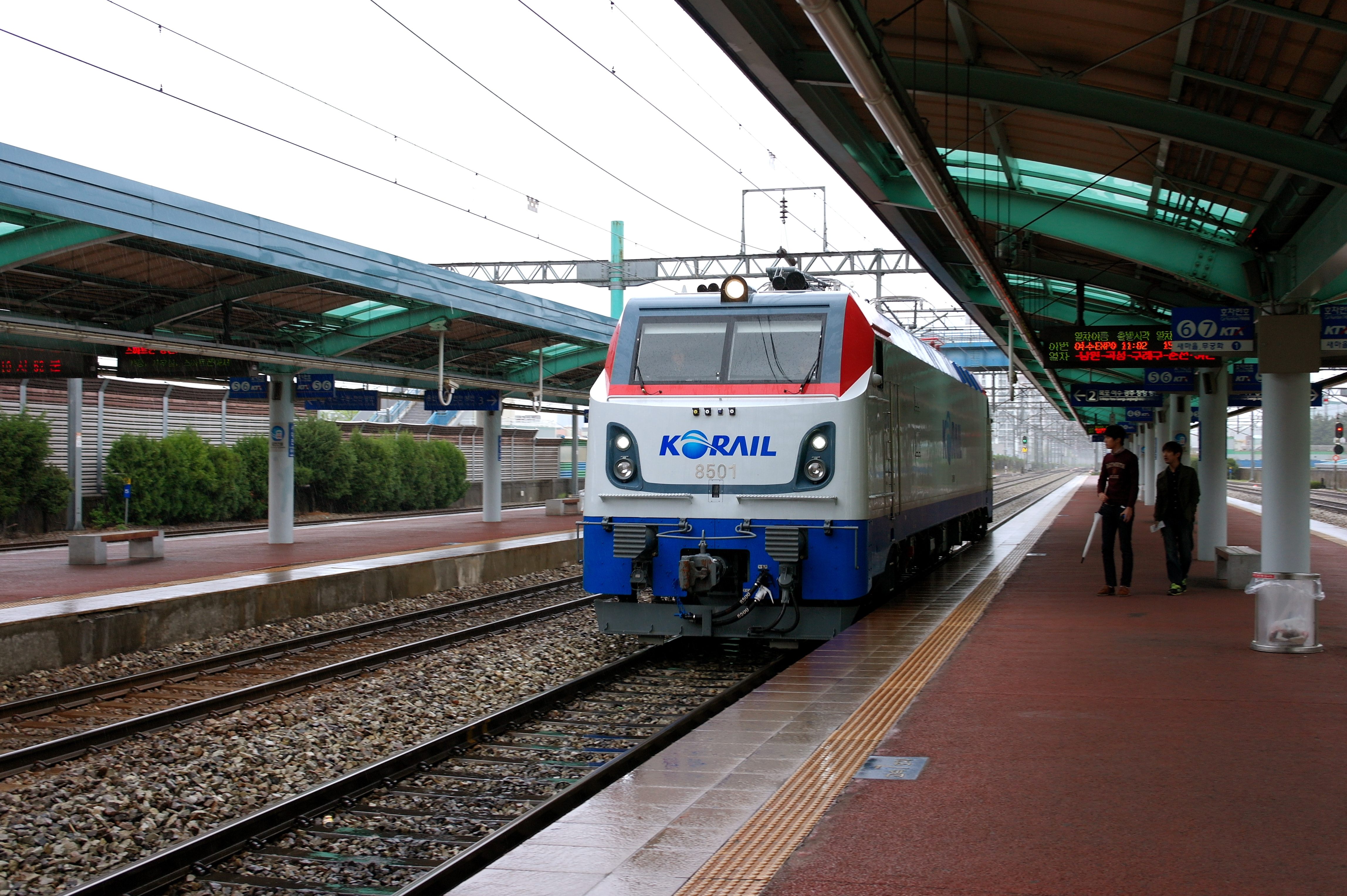
8501号机车

## 特征
此款机车与8200型相比，在于机车长度比8200型长，车灯的位置也向上有所移动。此外，8500型改用東芝设计的牽引系統，而非8200型的西門子公司產品。